# Giáo phận Phú Cường
Giáo phận Phú Cường (tiếng Latinh: Dioecesis Phucuongensis) là một giáo phận Công giáo tại miền Nam Việt Nam, thuộc giáo tỉnh Sài Gòn. Giáo phận được thành lập vào năm 1965, trên cơ sở tách một nửa phía bắc của Tổng giáo phận Sài Gòn kể từ ranh tỉnh Hậu Nghĩa và Bình Dương trở lên. Giám mục chính tòa hiện nay của giáo phận là Giuse Nguyễn Tấn Tước, do Giáo hoàng Phanxicô bổ nhiệm  ngày 30 tháng 6 năm 2012. Giáo xứ Chánh Tòa Phú Cường, nơi Nhà thờ chính tòa Trái Tim Đức Mẹ Cực Sạch tọa lạc, thuộc địa phận phường Thủ Dầu Một,Thành phố Hồ Chí Minh.
Địa giới giáo phận rộng 9.543 km², bao trùm một phần các tỉnh Tây Ninh, Đồng Nai và một phần Thành phố Hồ Chí Minh. Năm 2022, giáo phận có 165.494 giáo dân trong tổng số dân trên địa bàn là khoảng 4.647.731 người (chiếm khoảng 3,56% dân số năm 2025). Giáo phận được chia thành 113 giáo xứ, 4 giáo họ và 15 giáo điểm thuộc về 7 giáo hạt với 191 linh mục.

## Lịch sử
Lịch sử giáo phận ghi nhận lần đầu với ghi chép của linh mục Adrien Launay "Tại Lai-thiu (Lái Thiêu), năm 1747 có 400 giáo hữu". Khoảng 40 năm sau, tháng 7 năm 1789, Giám mục Bá Đa Lộc chuyển Chủng viện ở Chantaburi (Thái Lan) về Lái Thiêu (chừng 40 chủng sinh) và cử thừa sai Boisserand làm giám đốc. Sự kiện này có thể xem như ở vùng địa phận Phú Cường thời bấy giờ đã có nhiều họ đạo thuộc Giáo phận Đàng Trong. Sau gần 100 năm phát triển, vùng Phú Cường đã thành lập nhiều cơ sở, giáo xứ như Lái Thiêu, Búng, Tân Quy, Tha La, Brơ-Lam... thuộc Giáo phận Tây Đàng Trong. 
Ngày 14 tháng 10 năm 1965, Giáo hoàng Phaolô VI ra Sắc chỉ "In Animo Nostro", cắt năm tỉnh Bình Dương, Bình Long, Phước Thành, Hậu Nghĩa và Tây Ninh thuộc Tổng giáo phận Sài Gòn để thành lập Giáo phận mới Phú Cường và đặt Giám mục Giuse Phạm Văn Thiên làm giám mục tiên khởi.
Địa giới giáo phận: phía bắc và phía tây giáp Hạt Phủ doãn Tông tòa Kampong Cham (Campuchia), phía nam giáp giáo phận Mỹ Tho và tổng giáo phận Thành phố Hồ Chí Minh, phía đông bắc giáp giáo phận Ban Mê Thuột, phía đông giáp giáo phận Xuân Lộc.

## Các giáo hạt
- Hạt Bến Cát: 11 giáo xứ (các phường Bến Cát, Chánh Phú Hoà, Hoà Lợi, Long Nguyên, Tây Nam, Thới Hoà và các xã Bàu Bàng, Dầu Tiếng, Long Hoà, Minh Hoà, Thanh An, Trừ Văn Thố thuộc Thành phố Hồ Chí Minh)

- Hạt Bình Long: 28 giáo xứ (các phường An Lộc, Bình Long, Chơn Thành, Minh Hưng và các xã Lộc Hưng, Lộc Ninh, Lộc Quang, Lộc Tấn, Lộc Thành, Lộc Thạnh, Nha Bích, Minh Đức, Tân Hưng, Tân Khai, Tân Quan thuộc tỉnh Đồng Nai)

- Hạt Củ Chi: 13 giáo xứ (các phường Trảng Bàng, An Tịnh, Gia Lộc, và các xã Phước Bình, Phước Chỉ thuộc tỉnh Tây Ninh; các xã An Nhơn Tây, Thái Mỹ, Nhuận Đức, Tân An Hội, Phú Hoà Đông, Bình Mỹ, Củ Chi thuộc Thành phố Hồ Chí Minh)

- Hạt Lạc An: 12 giáo xứ (các phường Vĩnh Tân, Bình Cơ, Tân Uyên, Tân Hiệp, Tân Khánh và các xã Bắc Tân Uyên và Thường Tân thuộc Thành phố Hồ Chí Minh)
- Hạt Phú Cường: 16 giáo xứ (các phường An Phú, Bình Dương, Bình Hoà, Chánh Hiệp, Lái Thiêu, Phú An, Phú Lợi, Thủ Dầu Một, Thuận An, Thuận Giao thuộc Thành phố Hồ Chí Minh)

- Hạt Phước Thành: 10 giáo xứ (các xã An Long, Phú Giáo, Phước Hoà, Phước Thành thuộc Thành phố Hồ Chí Minh)

- Hạt Tây Ninh: 22 giáo xứ (các phường Tân Ninh, Bình Minh, Ninh Thạnh, Long Hoa, Hoà Thành, Thanh Điền, Gò Dầu, các xã Thạnh Đức, Phước Thạnh, Truông Mít, Lộc Ninh, Cầu Khởi, Dương Minh Châu, Tân Đông, Tân Châu, Tân Phú, Tân Hội, Tân Thành, Tân Hoà, Tân Lập, Tân Biên, Thạnh Bình, Trà Vong, Phước Vinh, Hoà Hội, Ninh Điền, Châu Thành, Hảo Đước, Long Chữ, Long Thuận, Bến Cầu thuộc tỉnh Tây Ninh)

## Các danh địa giáo phận

### Nhà thờ chính tòa và Tòa Giám mục
Nhà thờ Thánh Tâm Chúa Giêsu ở phường Thủ Dầu Một, Thành phố Hồ Chí Minh được chỉ định là nhà thờ chính tòa của giáo phận này.
Tòa giám mục giáo phận đặt tại số 104 đường Lạc Long Quân, phường Thủ Dầu Một, Thành phố Hồ Chí Minh.

## Các dòng tu và tu hội
Sau đây là các dòng tu nữ tại giáo phận:
- Hiệp Hội Nữ Đa Minh Thừa Sai Phú Cường
- Hội Dòng Con Đức Mẹ Phú Cường
- Hội Dòng Mẹ Nhân Ái
- Đan viện Cát Minh Phú Cường
- Dòng Nữ Tu Đức Maria

Sau đây là các dòng tu nam tại giáo phận:
- Dòng Thừa Sai Đức Tin
- Dòng Linh Mục Thánh Tâm Chúa Giêsu
- Dòng Hiến Sĩ Đức Mẹ Vô Nhiễm
- Dòng Chúa Cứu Độ

Bênh cạnh các dòng tu trên, tại giáo phận còn có một tu hội dành cho cả nam và nữ, đó là Tu hội Sống Thánh Thể.

## Giám mục
| STT | Tên                     | Thời gian quản nhiệm | Ghi chú                               |
| --- | ----------------------- | -------------------- | ------------------------------------- |
| 1   | Giuse Phạm Văn Thiên †  | 1965–1993            | Giám mục chính tòa                    |
| 2   | Giacôbê Huỳnh Văn Của † | 1976–1982            | Giám mục phó                          |
| 3   | Louis Hà Kim Danh †     | 1982–1993 1993–1995  | Giám mục phó Giám mục chính tòa       |
| *   | Trống tòa               | 1995–1998            | Linh mục Micae Lê Văn Khâm giám quản. |
| 4   | Phêrô Trần Đình Tứ      | 1998–2012            | Giám mục chính tòa                    |
| 5   | Giuse Nguyễn Tấn Tước   | 2011–2012 2012–nay   | Giám mục phó Giám mục chính tòa       |

Ghi chú:
- : Giám mục Chính tòa
- : Giám mục phó
- : Trống tòa

### Linh mục giáo phận được truyền chức giám mục bên ngoài
- Phêrô Nguyễn Văn Tốt, được Giáo hoàng Gioan Phaolô II bổ nhiệm làm Tổng giám mục Hiệu tòa Rusticiana cùng làm Sứ thần Tòa Thánh tại Benin và Togo vào năm 2002 (về sau nhận thêm nhiệm vụ Sứ thần Tòa Thánh tại Chad, Cộng hòa Trung Phi, Costa Rica và Sri Lanka)

## Chủng viện
- Chủng viện Thánh Giuse Phú Cường, còn gọi là Cơ sở đào tạo ơn gọi linh mục Giáo phận Phú Cường – tiểu chủng viện